# Ángel Villalba
Ángel Roberto Villalba Álvarez (León, 15 de abril de 1949) es un político español del PSOE. Tuvo un papel destacado en el PSOE de Castilla y León durante los 2000, llegando a ser secretario general de la formación entre 2000 y 2008. Así mismo, fue el penúltimo presidente de la empresa pública ferroviaria Ferrocarriles Españoles de Vía Estrecha entre 2008 y 2012.

## Biografía
Está licenciado en Filología hispánica por la Universidad de Oviedo y es además catedrático de Lengua y Literatura Española de Educación Secundaria. Ha ejercido la docencia en el IES de La Robla y en el IES de Eras de Renueva, ambos en León, y en el Centro de Educación de Adultos de Valladolid. Ha sido Inspector de Educación en León.
Delegado de Cultura en la provincia leonesa de la Junta de Castilla y León 
durante el gobierno del PSOE en esta comunidad autónoma. 
Candidato a la alcaldía de León en 1987 y 1991, fue Portavoz del Grupo 
Municipal Socialista en esta ciudad hasta 1993. 
Presidente del Consejo de Administración de Caja España de 1993 a 1997, 
formó parte del grupo federal de Cajas de Ahorro coordinado primero por Juan 
Manuel Eguiagaray y por Jordi Sevilla. 
Secretario general de la Agrupación Socialista de León y secretario de Política 
Municipal de la FSL-PSOE, desde octubre de 2000. 
Es secretario general del Partido Socialista de Castilla y León. 
Senador por la comunidad autónoma de Castilla y León de 2001 a 2003.

### Carrera política
En el ámbito político, ha sido delegado de Cultura de la Junta en León durante el gobierno socialista en esta comunidad autónoma, portavoz del Grupo Municipal Socialista en León hasta 1993, presidente del Consejo de Administración de Caja España (1993-1997), secretario general de la Agrupación Socialista de León, secretario de Política Municipal de la FSL-PSOE y senador por esta comunidad autónoma (designado en septiembre de 2001). Asimismo, mantiene una amistad personal con el expresidente de gobierno José Luis Rodríguez Zapatero.

### Presidente de FEVE
En junio de 2008 fue nombrado presidente de la empresa pública Ferrocarriles Españoles de Vía Estrecha (FEVE). Su etapa al frente de FEVE no estuvo exenta de polémicas: en 2011, siendo todavía presidente, se adquirieron inicialmente cuatro convoyes ferroviarios (aunque el número se elevó finalmente a 28 trenes) que tuvieron que ser desechados y revendidos otra vez, porque fueron encargados sin llegar a existir una red ferroviaria por la que pudieran circular.
Distintos organismos públicos —como el Tribunal de Cuentas y la Intervención General del Estado— han señalado la mala gestión presupuestaria de FEVE durante el período 2005-2012, cifrando un aumento de la deuda de FEVE desde los 191 hasta los 569 millones de euros por numerosas «irregularidades». El Ministerio de Fomento y otros organismos públicos han señalado a Villalba como responsable de muchas de estas irregularidades administrativas. Además de la adquisición de material ferroviario inadecuado, también han señalado la compra de locales e inmuebles para albergar oficinas administrativas de FEVE por un precio muy superior al precio de mercado.